# Federico Augusto Alessandro di Beaufort-Spontin
Federico Augusto Alessandro di Beaufort-Spontin, duca di Beaufort, marchese di Spontin e di Florennes e conte del Sacro Romano Impero (Namur, 14 settembre 1751 – Bruxelles, aprile 1817), è stato un nobile e politico belga, membro della Casa di Beaufort-Spontin, un'aristocratica famiglia belga che si oppose a Napoleone I di Francia.

## Biografia

### Infanzia
Nacque a Namur il 14 settembre 1751 da Carlo Alberto di Beaufort-Spontin (1713-1753), creato nel 1746 conte e marchese di Beaufort-Spontin, e Marie Marguerite Rose Dorothée Victoire de Glymes.

### Matrimoni
Federico di Beaufort sposò in prime nozze Maria Leopoldina Álvarez de Toledo († 1792), figlia di Pedro Álvarez de Toledo, duca dell'Infantado.
Dopo la morte della prima moglie sposò la contessa Ernestine Margarete von Starhemberg († 1832), figlia del principe Ludwig von Starhemberg.

### Duca di Beaufort
Fu elevato al rango di duca nei Paesi Bassi meridionali nel 1782 e a conte del Sacro Romano Impero nel 1789. Fu il ciambellano dell'arciduca Carlo d'Austria a Bruxelles, governatore generale dei Paesi Bassi austriaci per conto delle potenze della sesta coalizione nel 1814. 
Fu anche presidente del concilio privato, ciambellano, e gran maresciallo della corte del re Guglielmo I dei Paesi Bassi.

### Morte
Il duca di Beaufort morì nell'aprile 1817 a Bruxelles.

## Discendenza
Il duca Federico e Maria Leopoldina Álvarez de Toledo, sua prima moglie, ebbero:
- Franziska Philippine Thomas, † 1830; ∞ Francisco de Borja Téllez-Girón, X duca di Osuna, † 1820.

Dal suo secondo matrimonio con Ernestine Margarete von Starhemberg nacquero:
- Federico Ludovico Ladislao di Beaufort-Spontin (1809–1834), II duca di Beaufort-Spontin;
- Valérie Georgine (1811–1887) ∞ I Georg Graf von Starhemberg (1802–1834), II Theodor Graf van der Straten-Ponthoz (1809–1889);
- Marie Hermengilde (Gilda) (1813–1880) ∞ Camille Mouchet de Battefort, Comte de Laubespin (1812–1876).